# Pterobryon trichomanoides
Pterobryon trichomanoides là một loài rêu trong họ Pterobryaceae. Loài này được Spruce ex Mitt. mô tả khoa học đầu tiên năm 1869.